# Politický systém Černé Hory
Republika Černá Hora je zastupitelská demokracie, parlamentní republika s vícestranickým systémem. Černá Hora získala plnou nezávislost po referendu v roce 2006, kde se 55,5 % oprávněných voličů vyslovilo pro vystoupení z federace Srbsko a Černá Hora.
Parlament Republiky Černá Hora je jednokomorový, má 81 členů volených na 4 roky. Právo předložit návrh zákona má vláda, člen parlamentu a také 6 tisíc občanů s volebním právem, kteří předložením svého návrhu v parlamentu pověří člena parlamentu.
Vláda podle ústavy především určuje a provádí vnitřní a zahraniční politiku Černé Hory.
Prezident je jako hlava státu volen přímo na 5leté funkční období.